# Lucas Fernández Navarro
Lucas Fernández Navarro (Guadalajara, 3 de gener de 1869 - Madrid, 30 d'octubre de 1930) va ser un geòleg espanyol, autor de treballs sobre Cristal·lografia, Mineralogia i Petrografia i acadèmic de la Reial Acadèmia de Ciències Exactes, Físiques i Naturals

## Biografia
Fill d'Inocente Fernández Abás, catedràtic de Matemàtiques de l'Institut Brianda de Mendoza a Guadalajara, de qui va heretar el seu interès per les ciències. En aquest institut cursa els seus estudis Lucas Fernández, figurant 4 cursos en el quadre d'honor. A Madrid estudia Ciències. Després de doctorar-se obté per oposició la càtedra de Història Natural de l'Institut de Linares (Jaén), en 1898 en l'Institut de Almeria i, el 1902, la de Cristal·lografia en la Universitat Central. El 1911 sumaria la de Mineralogia descriptiva. Va ser professor de l'Escola d'Alts Estudis de l'Ateneo de Madrid, on va presidir la Secció de Ciències Naturals, Físicas i Matemàtiques.
Va ser delegat del Ministeri d'Instrucció Pública i Belles arts al XIII Congrés Geològic Internacional celebrat en Brussel·les el 1922. Escollit individu de nombre de la Reial Acadèmia de Ciències Exactes, Físiques i Naturals a l'abril de 1923, va prendre possessió de la plaça el 1925, amb un discurs en el qual rebutja tota possibilitat científica de l'existència de l'Atlàntida. El 1927 va ser elegit president de la Reial Societat Espanyola d'Història Natural.
Va integrar nombroses comissions i va realitzar viatges d'exploració per Espanya i l'estranger. Així, el 1917 recorre les illes Canàries, especialment la zona del Teide, a uns 3.200 msnm, i després faria el propi en una expedició científica que va recórrer part del Protectorat espanyol al Marroc. Es va aplicar també en els estudis hidrogràfics durant la construcció dels pous artesians a Melilla.
Va morir a Madrid el 31 d'octubre de 1930.

## Treballs de camp
- “Quiroguita”,[3] nom donat a la qual va considerar una espècie nova de mineral, segons treballs realitzats sobre mostres de galena de Sierra Almagrera (província d'Almeria), per la seva fàcies especial i el seu elevat contingut en antimoni i la seva forma cristal·lina, pertanyent al sistema tetragonal.[4]

## Obra
- Pozos artesianos, 126 pp., Ed. Calpe, Madrid, Barcelona, 1900
- Investigación y alumbramiento de aguas subterráneas. Pozos artesianos, 165 pp., Sucesores de Manuel Soler, Barcelona[5]
- Cristalografía (en Manuales Soler XXXI, 231 pp.), Barcelona
- Observaciones geológicas en la isla de Hierro, Memorias de la Real Sociedad Española de Historia Natural, Tomo V, Madrid, 1908, Mem. 2ª
- Erupción volcánica del Chinyero (Tenerife) en noviembre de 1909, Anales de la Junta para ampliación de estudios, Tomo V, Memoria 1ª, Madrid, 1911[6]
- Estudios geológicos en el Rif oriental. (Con cuatro grabados intercalados y cinco láminas), pp. 5–62; y Observaciones geológicas en la Península Yebálica. 1ª Nota. (Con cuatro láminas y un mapa), pp. 123–156, Tomo VIII de las Memorias de la Real Sociedad Española de Historia Natural (Dedicado al estudio de Marruecos), Madrid, octubre de 1911 a enero de 1917 Biblioteca Digital Real Jardín Botánico de Madrid, CSIC Arxivat 2016-03-04 a Wayback Machine.
- Cristalografía Geométrica, Ed. Lib General de Victoriano Suárez, 405 pp., con grabados y dibujos, 1915
- Monografía geológica del Valle de Lozoya, 100 pp., Ed. Imprenta Clásica Española, Madrid, 1915
- Sobre traducción española de algunos términos frecuentemente empleados en glaciología, 9 pp., 1916
- Paleografía. Historia geológica de la península Ibérica, en Manuales Corona, Ed. Corona, 238 pp., con grabados e ilustraciones, 1916
- Nuevas consideraciones sobre el Problema de la Atlantis, 16 pp., Ed. Imprenta de Fortanet, Madrid, 1917
- Observaciones geológicas en la isla de Gomera (Canarias), Junta para ampliación de estudios, Trabajos del Museo Nacional de Ciencias Naturales, Serie geológica, número 23, Madrid, 1918
- Las erupciones de fecha histórica en Canarias, Memoria de la Real Sociedad Española de Historia Natural, Tomo XI, Madrid, 1919
- A propósito de una caída de polvo en Canarias, 1919
- Noticia del meteorito de Olivenza (Badajoz), 1924
- Estudios Hidrogeológicos en el Valle de la Orotava, 1924[7]
- Mineralogía, 200 pp., y Petrografía, 30 pp., de Historia Natural.- Vida de los animales, de las plantas y de la tierra, Tomo IV, Geología, Instituto Gallach de Librería y Ediciones, Barcelona, 1927[8]
- Cristalografía, Manuales Gallach, Ed. Espasa Calpe, 287 pp., con 100 grabados, 1932

## Homenatges i nomenaaments
- Bibliotecari (1895),[9] membro de la comissió de publicació (1911),[10] Vicepresident (1926)[11] i President (1927)[12] de la Reial Societat Espanyola d'Història Natural
- Acadèmic de la Reial Acadèmia de Ciències Exactes, Físiques i Naturals des de 1923.
- Carrers de Las Palmas de Gran Canària